# هامبرتو الگوتا
هامبرتو الگوتا (اسپانیایی: Humberto Elgueta‎؛ – ۱۹۷۶) یک بازیکن فوتبال اهل شیلی بود.

## تیم ملی
وی همچنین در تیم ملی فوتبال شیلی بازی کرده‌است.